# Мечиславка (Любартівський повіт)
Мечиславка (пол. Mieczysławka) — село в Польщі, у гміні Любартів Любартівського повіту Люблінського воєводства.
Населення — 173 особи (2011).

## Демографія
Демографічна структура станом на 31 березня 2011 року:
|          | Загалом | Допрацездатний вік | Працездатний вік | Постпрацездатний вік |
| -------- | ------- | ------------------ | ---------------- | -------------------- |
| Чоловіки | 88      | 28                 | 55               | 5                    |
| Жінки    | 85      | 17                 | 52               | 16                   |
| Разом    | 173     | 45                 | 107              | 21                   |